# 自動衝突予防援助装置

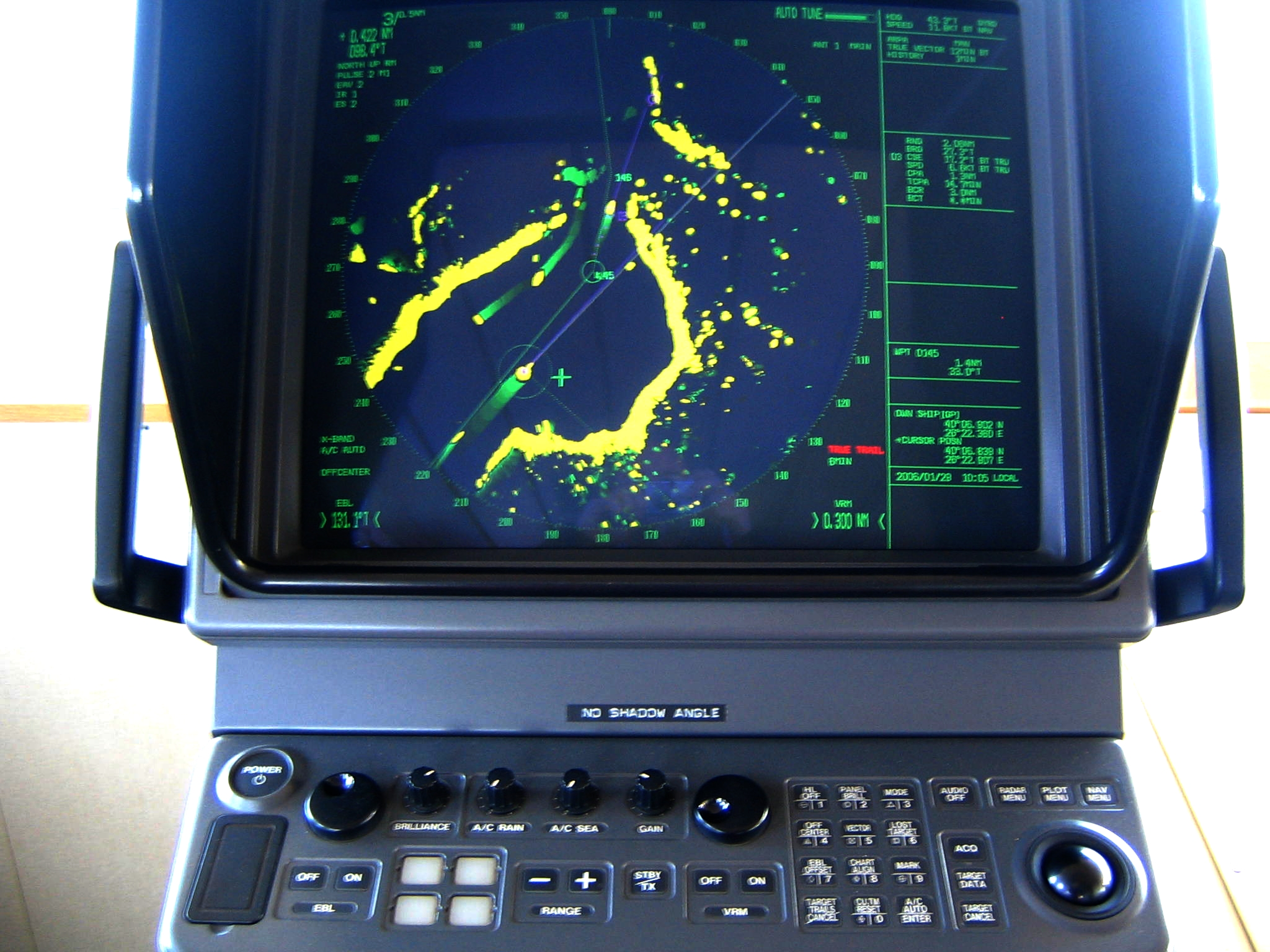
自動衝突予防援助装置

自動衝突予防援助装置（じどうしょうとつよぼうえんじょそうち、英: Automatic Radar Plotting Aids, ARPA; アルパー）は、船舶用レーダーと共に使用される自動プロッティング装置。レーダーで捉えた情報を基に対象船舶の航跡を作成することができるため、追跡対象の針路、速度、最接近点 (CPA; closest point of approach) を内蔵されたコンピューターにより自動で計算し、将来位置を予測することで対象船舶や陸地との衝突の危険性を事前に予測し回避することを目的とした航海援助装置となる。なお、あくまで事前予測するための装置であり、自動的に船舶の回避行動が取れる装置ではない。

## 概要
1956年、アメリカ合衆国東海岸沖でイタリアの客船アンドレア・ドーリア号が濃霧の中、ストックホルム号と衝突し沈没した事故を契機に開発が開始されており、1969年に貨物船タイミル (MV Taimyr) 号に初搭載が行われた。1960年代には、海上輸送量の増加や船舶の大型化などに伴い衝突事故の危険性が高まっており、座礁や衝突事故に伴う海洋汚染を防止するため、1972年に国際海事機関 (IMO) によって締結された国際条約「海上における衝突の予防のための国際規則に関する条約（COLREG条約）」の中で機器要件（A. 422（XI））が制定されており、1981年には改訂が行われ、総登録トン数500トン以上の船舶での搭載が義務付けられている。
現代では機器の小型化が進んだことで小型ヨットでもARPAの利用が可能となっている。機器が開発される以前は人によって各船舶の動態監視が行われており、多くの人員を必要としたが、自動化されたことにより省人化だけでなく多数の目標を同時に追尾監視することが可能となった。
ARPAではレーダー、ジャイロコンパス、速度計の情報を収集し、以下の機能が実装されている。
- 英数字でのターゲットデータ表示
- ターゲットの発見、取得、追跡
- 船舶の挙動表示
- 自動アラート
- 操船シミュレーション
- スクリーン上の追加合成記号
- 自身のコースとヘディング